# Кишково (Великопольское воеводство)

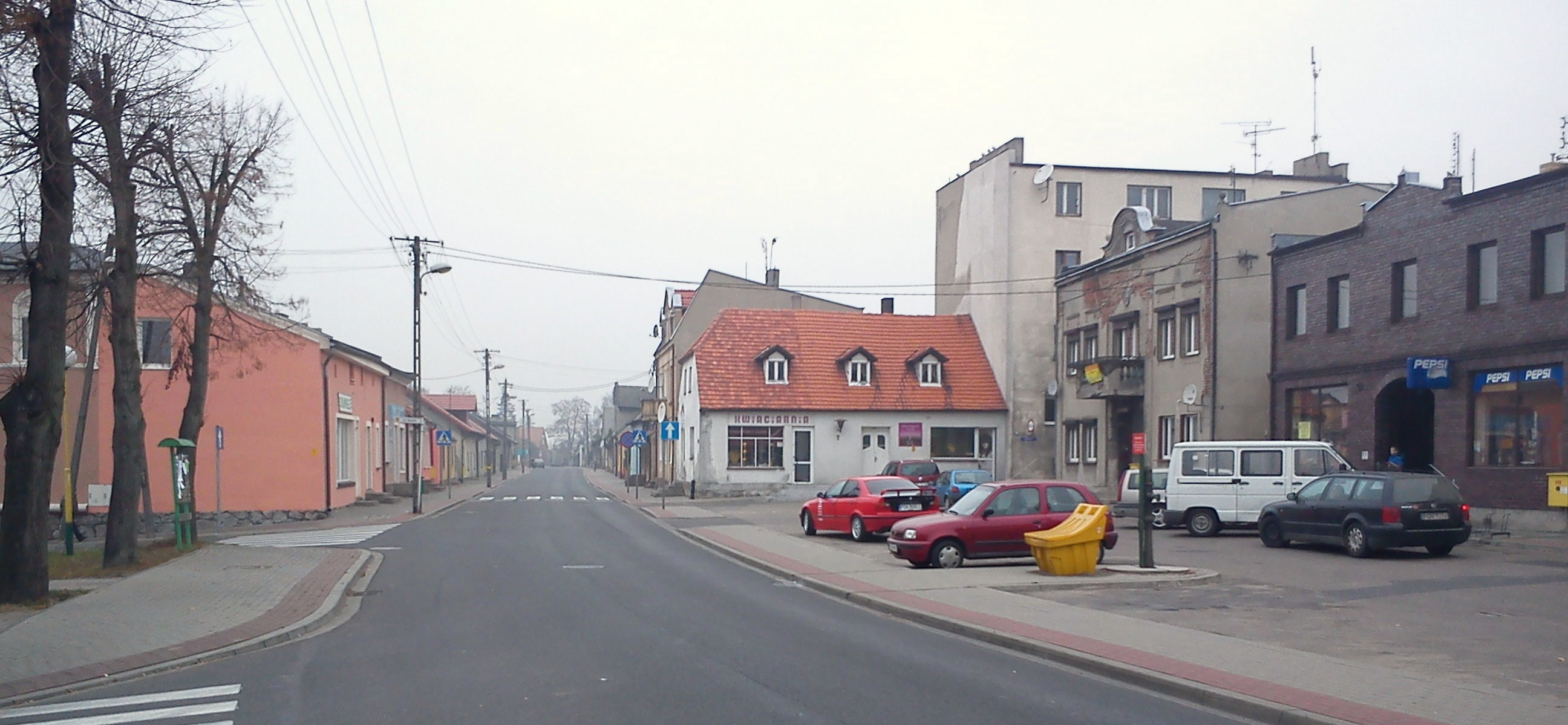
Центр села Кишково, Великопольское воеводство

Кишко́во (пол.  Kiszkowo) — село в Польше в Гнезненском повете Великопольского воеводства. Административный центр гмины Кишково.

## География
Село находится в 25 км от города Гнезно и 32 км от города Познань. Возле села протекает река Мала-Велна.

## История
В конце XIV века село получило статус города. В конце XIX века этот статус был упразднён. С 1975 по 1998 год село входило в Познанское воеводство.

## Достопримечательности
- Деревянная церковь святого Иоанна Крестителя, датируемая 1733 годом. Памятник Великопольского воеводства;
- Церковь Святейшего Сердца Иисуса — бывшая евангелическая церковь, в настоящее время католический храм. Памятник Великопольского воеводства.
- На главной площади села находится Памятник погибшим за родину.

## Известные жители и уроженцы
- С 1876 по 1881 в Кишково проживал польский писатель Францишек Тучинский.

## Источник
- Jacek Kowalski, Podróż do dwunastu drewnianych kościółków. Murowana Goślina, Związek Międzygminny «Puszcza Zielonka», 2008. (недоступная ссылка — история).